# Аргей II Македонски
Аргей II (на гръцки: Ἀργαῖος Βʹ ὁ Μακεδών) е цар на древна Македония две години през 393-392 г. пр. Хр. по времето на Аминта III
Той е син на цар Павзаний, който е убит през 393 г. пр. Хр. от Аминта II, сина на Филип.
С помощта на илирите Аргей прогонва Аминта III и управлява 2 години Македония. С помощта на тесалийците Аминта III завладява отново част от страната си и прогонва Аргей II от трона.
През 359 г. пр. Хр., след смъртта на Пердика III, Аргей има претенции за трона и събира войска. Той получава помощ от Атина, която му изпрaщтa стратега Мантий с 3000 хоплити. При oпитa му дa зaвлaдee Еге той e oтблъснaт и пoбeдeн пo пътя за Метона от Филип II.